# Хеберденови чворићи
Хеберденови чворићи, Хеберденова артроза су хрскавични и коштани израштаји (чворићи, избочења) који се јављају у пределу дисталних интерфалангеалних зглобова прстију шаке, или стопала, као последица остеоартрозе.  Знатно су чешћи код код жена и развијају се претежно између 30 и 65 године старости.
Болесницима треба објаснити да се не ради о тешкој болести и да им не прети инвалидност.

## Историја и назив
Ова болест, која је заправо артроза, задржала је наведени назив у част енглеског лекара Вилијама Хебердену (1710—1801) који је први  1802. описао идиопатску остеоартрозу дисталног интерфалангеалног зглоба прстију са формирањем коштаних израштаја (чворића)

## Епидемиологија
Од Хеберденове остеоартрозе оболева око десет пута више жена него мушкараца. Болест обично почиње између 30 и 65 године старости а код жена у менопаузи. Од 100.000 жена, између 50 и 59 године старости, сваке године од остеоартрозе руку оболи око 190, а од 100.000 мушкараца, исте старосне групе, око 27.

## Етиологија и патогенеза
Као и код свих артроза етиологија и патогенеза Хеберденове артрозе је непозната. Ипак по бројним студијама сматра се да је болест пре свега генетички узрокована, али имајући у виду учесталу појаву чворића код жена у менопаузи, највероватније и хормонским поремећајима.
Погодује им понављање локалне микротрауме, али још недостају прецизни подаци о томе. Чворићи се често сусрећу код дактилографа, као и у занимањима где су терминални мали зглобови прстију трајно изложени ударцима или вибрацијама.
Ако се Хеберденови чворићи развијају политопно на зглобовима, који по правилу нису директно оптерећени, они су типичан пример тзв примарне артрозе

## Клиничка слика
Карактерише се појавом коштаних отеклина око дисталних интерфалангеалних зглобова 2. и 3. прста руку или на палцу стопала. Отеклине на дистални интерфалангеалним зглобовима, се могу развијатити постепено и незапажено годинама, »продромални стадијум« или нагло са боловима, црвенилом коже (која је топлија), парестезијама, и неспретним покретима прстију. Болови се углавном јављају на притисак али могу бити и спонтани.
У каснијој (хроничној) фази болести клиничком сликом доминирају деформитети и ограничена често и болна покретљивост прстију. Локализација чворића је карактеристична: смештени су на дорзалној површини дисталног интерфалангеалног зглоба, на у средини него уз улнарни или радијални руб. Чворићи расту док не досегну одређену величину, која је индивидуално различита.
У терминалном стадијуму болест прати одсуство болова, али могу настати девијације па и сублуксације терминалних фаланги. Ипак обично нема већег функционалног оштећења, опште стање болесника је уредно. Код неких болесника истовремено постоји и артроза других зглобова.
Ево како Хаберден у својој књизи (енгл. De nodis digitorum. In his: Commentarii de morborum historia et curation) 1802. године описује клиничку слику ове болести;
"Шта су то мали чврсти учестали чворићи, величине малог грашка, који се често могу видети на прстима, посебно мало испод врха, у близини зглоба?
 Они немају везе са гихтом, као и са нормалним животом људи: Понекад су и са потешкоћама, присуством бола, и условима да постану ране, они су више ружни, него незгодни, и често су мања препрека за слободно коришћење прстију ".

## Дијагноза и диференцијална дијагноза
Већ у току физичког прегледа може се поставити дијагноза болести визуелним прегледом шака или стопала, на којима се уочавају обостране (симетричне) деформације у пределу крајњих интерфалангеалних зглобова прстију. коштаних израштаја (
Рендген прегледом потврђује се дијагноза. На почетку болести прво се уочава сужење зглобног простора (зглобне пукотине) на крајњим интерфалангеалним зглобовима прстију. Потом зглобни рубови кости постају дебљи, склеротични неравни. Затим се развијају остеофити, а у супхондралној кости настају цистична расветљења. Остеофити настају на бази фаланге и имају карактеристичан изглед на полупрофилном снимку и изгледају попут „кишобрана“ који прекрива главицу суседне фаланге. Ређе остеофити могу настати и на главици фаланге.
Промене су често удружене и са знацима Бушардове остеоатрозе на суседним интерфалангеалним зглобовима прстију и треба их разликовати од реуматоидног артритиса.
Осим клиничке слике и рендгена, у дијагностици се могу применити и одређене анализе крви (које су у границама нормале) и сцинтиграфија скелета.
У диференцијалној дијагнози треба посумњати на гихт, псоријатични артритис и друге артропатије (јувенилна спондилоартропатија).

## Терапија
Терапија се састоји као и код осталих дегенеративних болести зглобова на лечење симптома лековима, као што су; (НСАИЛ, аналгетици (код јаких болова), стероиди (кортизон) у виду инјекција у зглоб), хируршких процедура, физикалне и радне терапије и рендген зрачење.